# Alsó-Kartli
Alsó-Kartli (grúzul ქვემო ქართლი, Kvemo Kartli) Grúzia egyik történelmi és közigazgatási régiója (grúzul mhare) az ország délkeleti részében, Azerbajdzsán és Örményország szomszédságában.
Népessége 423 986 fő (2014-es népszámlálás), mely etnikailag grúz (51,25%), azeri (41,75%), örmény (5%), orosz (0,6%).
Székhelye Rusztavi.